# Lenguas de Brasil
Las lenguas minoritarias de Brasil se hablan en todo el país. Ciento ochenta lenguas indígenas son habladas en áreas remotas y otras lenguas son habladas por inmigrantes y sus descendientes. Hay comunidades significativas de hablantes de alemán (en la mayor parte del hunsrückisch, un dialecto alto alemán) y véneto (principalmente el talian, la variante local) en el sur de país, los cuales fueron influidos por el portugués, así como un proceso reciente cooficialización de estas lenguas, como ya ocurrió en Pomerode y en Santa Maria de Jetibá.

## Introducción

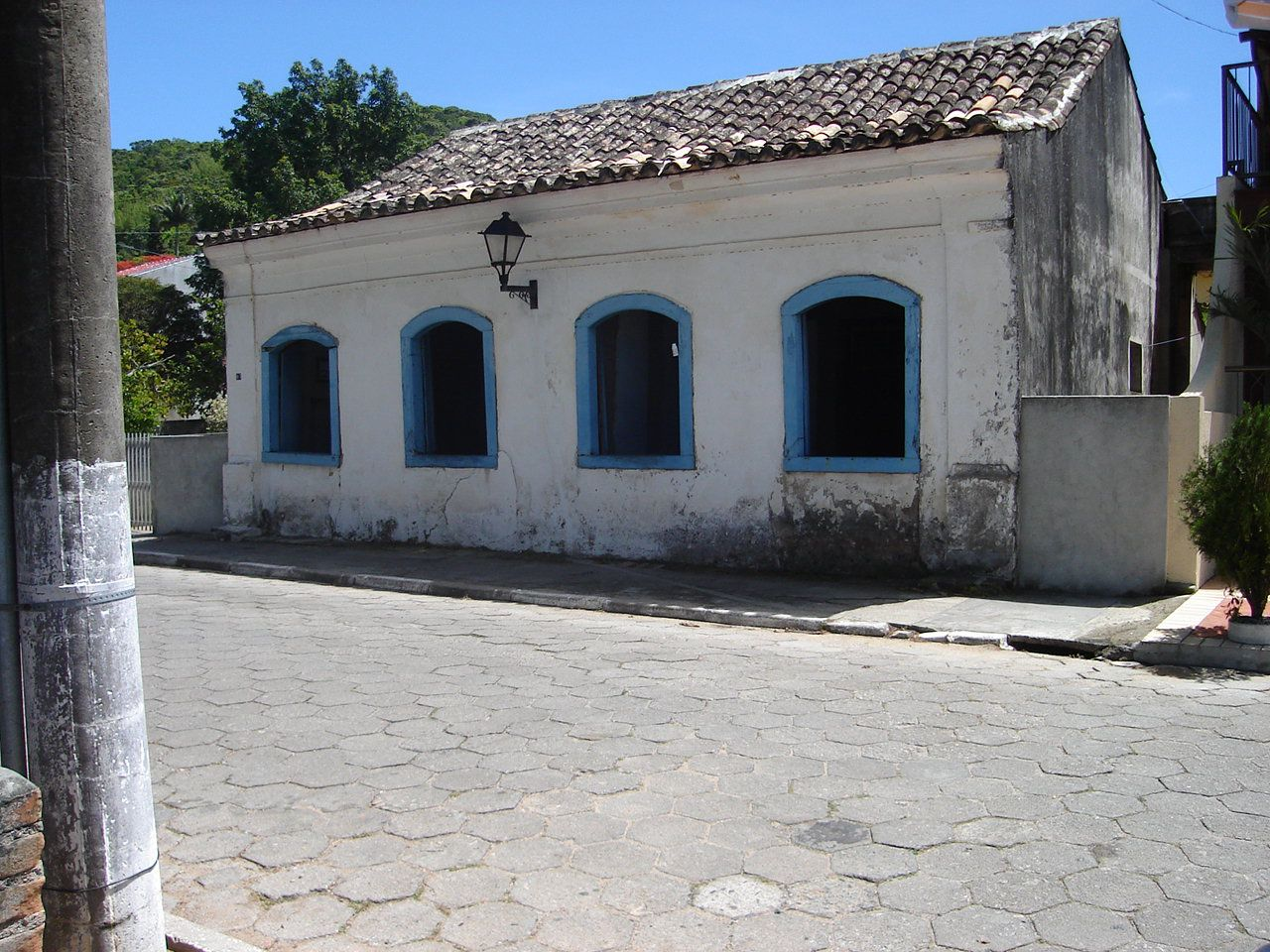
Casa colonial portuguesa en la ciudad de Florianópolis.

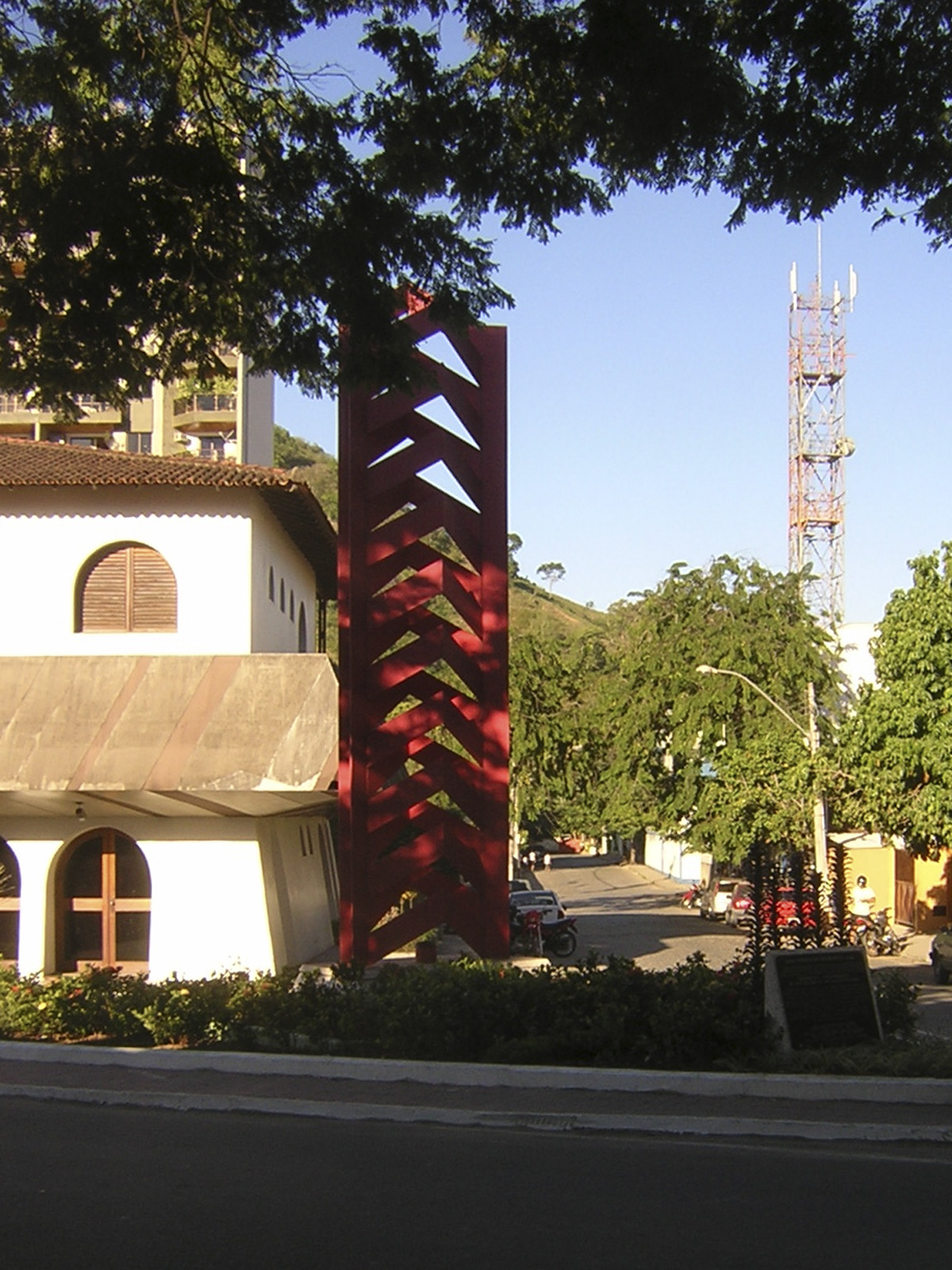
Monumento a los inmigrantes italianos en Castelo, Espírito Santo.

El Brasil precolonial era un área lingüísticamente muy diversa, donde se hablaban varios centenares de lenguas indígenas americanas. La población debía rondar los seis millones de personas y las estimaciones comparando la diversidad con otros países de América sugieren que el número de lenguas podía estar cerca del millar. Los portugueses poblaron inicialmente la costa, donde predominaban principalmente los tupíes que hablaban lenguas y dialectos de la familia tupí. Algunos tupíes denominaban a otras personas de otros grupos tapuias. Los portugueses adoptaron ese nombre a pesar de que los grupos «tapuias» eran extremadamente diversos y hablaban lenguas no relacionadas.
Durante los dos primeros siglos de la colonización la lengua dominante fue la língua geral paulista una lengua criollizada basada principalmente en el ñe'engatú hablado por la mayor parte de los tupíes. Esta lengua era usada tanto por los colonizadores portugueses como por descendientes mestizos y algunos indígenas que convivían con ellos. Esta lengua se hablaba ampliamente desde el estado de São Paulo a Maranhão, como lengua vehicular o coloquial, mientras que el portugués se usaba principalmente para asuntos administrativos y formales. Esta língua gêral fue usada por los misioneros jesuitas y bandeirantes en otras regiones de Brasil donde no se hablaban lenguas tupíes. Por esa razón, hasta 1940 esta lengua se siguió usando ampliamente en regiones de la Amazonia septentrional, aunque en ellas no existía población tupí original.
Sin embargo, en 1775, el Marquês de Pombal prohibió el uso de la língua gêral y otras lenguas diferentes del portugués en un intento de instaurar la hegemonía del portugués. Tras la prohibición de las lenguas indígenas, el portugués acabó siendo la lengua dominante de Brasil y muchas de las otras lenguas indígenas fueron progresivamente abandonadas o sus hablantes aniquilados, muchos de los indígenas sobrevivientes adoptaron el portugués como lengua vehicular.
También fueron definitivamente abandonadas algunas lenguas africanas usadas por descendientes de esclavos traídos de África, aunque en muchas comunidades aisladas establecidas por esclavos huidos, llamadas quilombos, el portugués hablado por sus habitante muestra una influencia importante de léxico procedente de lenguas africanas, estos préstamos léxicos no son de uso general y no son entendidos por otros hablantes de portugués brasileño Actualmente el portugués de Brasil muestra importantes influencias léxicas procedentes de lenguas indígenas americanas y lenguas africanas, además ha llegado a mostrar notables diferencias con el portugués de Portugal.
A partir del siglo XX, Brasil recibió importantes contingentes de inmigrantes de lengua no portuguesa, de Europa y Asia. Los principales contingentes fueron italianos y españoles, que adoptaron el portugués después de unas pocas generaciones. Otros inmigrantes, como los alemanes y los japoneses conservaron sus lenguas y su uso fue más general durante más generaciones. Los inmigrantes de habla alemana empezaron a llegar a partir de 1824. Provenían no sólo de Alemania, sni también de otros países con población germanoparlante como Suiza, Polonia, Austria y Rusia (alemanes del Volga).
Durante los siguientes 100 años de emigración continua se estimaron que llegaron unos 300 mil inmigrantes germanoparlantes a Brasil. La inmigración italiana empezó en 1875 y llevó a cerca de 1,5 millones de personas a Brasil hasta la Segunda Guerra Mundial. Estos inmigrantes hablaban diversas variantes de lenguas italorromances y galoitálicas. Otros contingentes de inmigrantes incluían españoles, polacos, ucranianos, japoneses, sirios, libaneses y palestinos. Son la notable excepción de los germanoparlantes, que preservaron su lengua durante muchas generaciones y, en menor medida los italianos, los polacos, los ucranianos y los japoneses, la mayor parte de inmigrantes adoptaron el portugués como lengua principal tras unas pocas generaciones.

## Portugués de Brasil

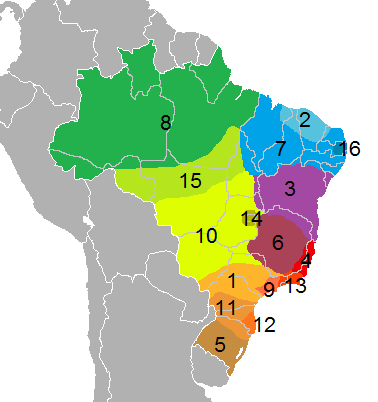
Variantes del portugués de Brasil: 1 - Caipira; 2 - Costa norte; 3 - Baiano; 4 - Fluminense; 5 - Gaúcho; 6 - Mineiro; 7 - Nordestino; 8 - Nortista; 9 - Paulistano; 10 - Sertanejo; 11 - Sulista; 12 - Florianopolitano; 13 - Carioca; 14 - Brasiliense; 15 - Serra amazônica; 16 - Recifense

El portugués es la lengua oficial de Brasil, y es la única lengua usada ampliamente en la educación, los periódicos, radio y TV. Se usa igualmente para la administración y el comercio. Brasil es el único país de lengua portuguesa en América, lo que da a su cultura un aire distintivo respecto a sus vecinos hispanohablantes.
El portugués de Brasil ha desarrollado características propias, que lo diferencian claramente del portugués de Portugal. Estas diferencias se desarrollaron a partir del siglo XVIII, en el léxico las diferencias se deben a la adopción de numerosos préstamos de las lenguas tupíes y africanas, especialmente para términos de la flora y la fauna. Dentro de Brasil existen notorias diferencias especialmente en la palatalización de /s/ postvocálica, además de algunas diferencias léxicas menores. Durante el siglo XX las diferencias léxicas entre la variante europea y americana del portugués debido a las diferencias en los nombres adoptados para las innovaciones tecnológicas (portugués europeo comboio 'tren', autocarro 'autobús', portugués americano trem, ônibus, con los mismos significados).
Tras la independencia de Brasil en 1822, el país acogió a numerosos emigrantes europeos que trajeron sus propias lenguas a Brasil. Esa inmigración tuvo influencia en el portugués local, pero además creó comunidades alóctonas en las que otras lenguas diferentes del portugués continúan en uso.

## Lenguas autóctonas

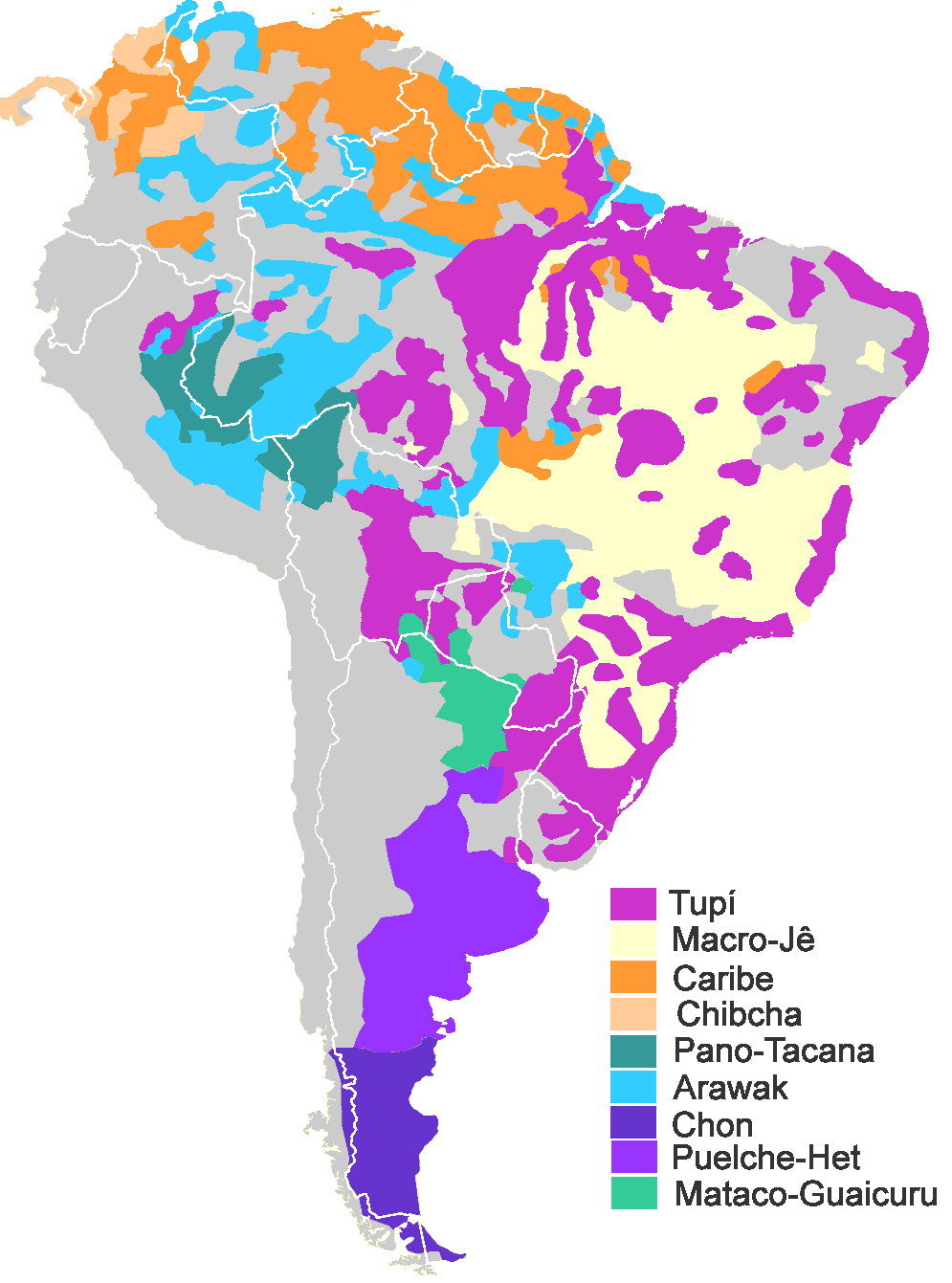
Algunas de las principales familias lingüísticas de América del Sur. En Brasil destacan las lenguas tupíes, las lenguas macro-ye y las lenguas arawak.

En la época del descubrimiento se estima que en el actual territorio de Brasil se hablaban varios centenares de lenguas (tal vez hasta 400 o 500 lenguas, Ayron D. Rodrigues considera que podrían rebasar el millar). Actualmente, sólo sobreviven unas 180 lenguas. De esas 180, sólo 24 (13 %) tienen más de mil hablantes; 108 lenguas (60 %), tienen entre cien y mil hablantes; mientras que 50 lenguas (27 %) tienen menos de 100 hablantes y la mitad de estas (13 %), tienen menos de 50 hablantes, lo que muestra que gran parte de estas lenguas están en serio riesgo de extinción. Aun así Brasil es uno de los 8 países megadiversos lingüísticamente en el mundo.
En los primeros años de colonización, las lenguas indígenas eran habladas inclusive por los colonos portugueses, que adoptaron un idioma mixto basado en la lengua tupí. Por ser hablada por casi todos los habitantes de Brasil, se conoció como língua geral paulista. Todavía, en el siglo XVIII, la lengua portuguesa se convirtió en oficial de Brasil, lo que culminó con la casi desaparición de esta lengua común Con el paso de los siglos, los indios fueron exterminados o aculturizados por la acción colonizadora y con ello se extinguieron centenares de idiomas. Actualmente, las lenguas indígenas son habladas sobre todo en las regiones Norte y Centro-Oeste. Las lenguas más habladas son del tronco tupí-guaraní.
La Constitución de 1988 (Art. 210.º y 231.º) reconoce a los indígenas el derecho a usar su lengua, hecho que fue regulado por la Lei de Diretrizes e Bases da Educação Nacional (en lengua española: Ley de Directrices y Bases de la Educación Nacional), de 1996. Desde 2003, en la localidad de São Gabriel da Cachoeira (Amazonas), tiene estatus de lengua oficial, junto con el portugués, el ñe'engatú, el tucán y el baniwa. El censo de 2010 contabilizó 305 etnias diferentes en Brasil, que hablan 274 lenguas diferentes. De los indígenas mayores de 5 años, el 37,4 % hablaban una lengua indígena y el 76,9 % hablaban portugués.
Desde el punto de vista lingüístico, las lenguas indígenas de Brasil pertenecen a numerosas familias lingüísticas diferentes. Muchas de las lenguas conocidas están poco testimoniadas y su clasificación a adscripción étnica de algunos grupos humanos extintos es dudosa.
| Clasificación de las lenguas indígenas de Brasil |                                           |                     |                        |                                                         |
| Familia | Grupo                                     | Grupo               | Lengua                 | Territorio                                              |
| Lenguas arauanas Una pequeña familia con lenguas en Brasil y Perú. Algunos autores consideran que estas lenguas estarían emparentadas con el arawak. | Dení-Kulina                               | Dení-Kulina         | Kulina                 | Acre                                                    |
| Lenguas arauanas Una pequeña familia con lenguas en Brasil y Perú. Algunos autores consideran que estas lenguas estarían emparentadas con el arawak. | Dení-Kulina                               | Dení-Kulina         | Dení                   | Amazonas                                                |
| Lenguas arauanas Una pequeña familia con lenguas en Brasil y Perú. Algunos autores consideran que estas lenguas estarían emparentadas con el arawak. | Paumarí                                   | Paumarí             | Paumarí                | Amazonas                                                |
| Lenguas arauanas Una pequeña familia con lenguas en Brasil y Perú. Algunos autores consideran que estas lenguas estarían emparentadas con el arawak. | Madí                                      | Madí                | Jaráwara               | Amazonas                                                |
| Lenguas arauanas Una pequeña familia con lenguas en Brasil y Perú. Algunos autores consideran que estas lenguas estarían emparentadas con el arawak. | Madí                                      | Madí                | Jamamadí               | Amazonas                                                |
| Lenguas arauanas Una pequeña familia con lenguas en Brasil y Perú. Algunos autores consideran que estas lenguas estarían emparentadas con el arawak. | Madí                                      | Madí                | Banawá                 | Amazonas                                                |
| Lenguas arauanas Una pequeña familia con lenguas en Brasil y Perú. Algunos autores consideran que estas lenguas estarían emparentadas con el arawak. | Sorowahá                                  | Sorowahá            | Sorowahá               | Amazonas                                                |
| Lenguas arauanas Una pequeña familia con lenguas en Brasil y Perú. Algunos autores consideran que estas lenguas estarían emparentadas con el arawak. | Arauá                                     | Arauá               | Arauá                  | Amazonas                                                |
| Lenguas arawak Se trata de la familia de lenguas amerindias con más lenguas en Sudamérica. | Septentrional                             | Alto Amazonas       | Kurripako              | Amazonas                                                |
| Lenguas arawak Se trata de la familia de lenguas amerindias con más lenguas en Sudamérica. | Septentrional                             | Alto Amazonas       | Tariana                | Río Vaupés                                              |
| Lenguas arawak Se trata de la familia de lenguas amerindias con más lenguas en Sudamérica. | Septentrional                             | Alto Amazonas       | Baré                   | Amazonas                                                |
| Lenguas arawak Se trata de la familia de lenguas amerindias con más lenguas en Sudamérica. | Septentrional                             | Alto Amazonas       | Baniwa (de Guayana)    | Roraima                                                 |
| Lenguas arawak Se trata de la familia de lenguas amerindias con más lenguas en Sudamérica. | Septentrional                             | Alto Amazonas       | Yabaana (†)            | río Marauiá                                             |
| Lenguas arawak Se trata de la familia de lenguas amerindias con más lenguas en Sudamérica. | Septentrional                             | Alto Amazonas       | Kaishana (†)           | Amazonas                                                |
| Lenguas arawak Se trata de la familia de lenguas amerindias con más lenguas en Sudamérica. | Septentrional                             | Alto Amazonas       | Manao (†)              | Amazonas                                                |
| Lenguas arawak Se trata de la familia de lenguas amerindias con más lenguas en Sudamérica. | Septentrional                             | Alto Amazonas       | Bahwana (Chiriana) (†) | Amazonas                                                |
| Lenguas arawak Se trata de la familia de lenguas amerindias con más lenguas en Sudamérica. | Septentrional                             | Alto Amazonas       | Mariaté (†)            | Amazonas                                                |
| Lenguas arawak Se trata de la familia de lenguas amerindias con más lenguas en Sudamérica. | Septentrional                             | Alto Amazonas       | Mariaté (†)            | río Iça (Amazonas)                                      |
| Lenguas arawak Se trata de la familia de lenguas amerindias con más lenguas en Sudamérica. | Septentrional                             | Alto Amazonas       | Pasé (†)               | río Iça (Amazonas)                                      |
| Lenguas arawak Se trata de la familia de lenguas amerindias con más lenguas en Sudamérica. | Septentrional                             | Alto Amazonas       | Wainumá (†)            | río Iça (Amazonas)                                      |
| Lenguas arawak Se trata de la familia de lenguas amerindias con más lenguas en Sudamérica. | Septentrional                             | Alto Amazonas       | Waraikú (†)            | río Juraí (Amazonas)                                    |
| Lenguas arawak Se trata de la familia de lenguas amerindias con más lenguas en Sudamérica. | Septentrional                             | Alto Amazonas       | Wirina (†)             | río Branco (Amazonas)                                   |
| Lenguas arawak Se trata de la familia de lenguas amerindias con más lenguas en Sudamérica. | Septentrional                             | Alto Amazonas       | Yumana (†)             | río Puré (Amazonas)                                     |
| Lenguas arawak Se trata de la familia de lenguas amerindias con más lenguas en Sudamérica. | Septentrional                             | Wapishano           | Wapishana              | Roraima                                                 |
| Lenguas arawak Se trata de la familia de lenguas amerindias con más lenguas en Sudamérica. | Septentrional                             | Wapishano           | Mapidiano              | Roraima                                                 |
| Lenguas arawak Se trata de la familia de lenguas amerindias con más lenguas en Sudamérica. | Septentrional                             | Palikur             | Palikur                | Amapá                                                   |
| Lenguas arawak Se trata de la familia de lenguas amerindias con más lenguas en Sudamérica. | Septentrional                             | Palikur             | Marawa (†)             | Amapá                                                   |
| Lenguas arawak Se trata de la familia de lenguas amerindias con más lenguas en Sudamérica. | Septentrional                             | Palikur             | Aroã (Aruano) (†)      | Pará                                                    |
| Lenguas arawak Se trata de la familia de lenguas amerindias con más lenguas en Sudamérica. | Central                                   | Salumã              | Enawenê nawê           | Mato Grosso                                             |
| Lenguas arawak Se trata de la familia de lenguas amerindias con más lenguas en Sudamérica. | Central                                   | Paresí-Waurá        | Paresí (Haltiti)       | Mato Grosso                                             |
| Lenguas arawak Se trata de la familia de lenguas amerindias con más lenguas en Sudamérica. | Central                                   | Paresí-Waurá        | Waurá                  | Mato Grosso                                             |
| Lenguas arawak Se trata de la familia de lenguas amerindias con más lenguas en Sudamérica. | Central                                   | Paresí-Waurá        | Mehinaku               | Mato Grosso                                             |
| Lenguas arawak Se trata de la familia de lenguas amerindias con más lenguas en Sudamérica. | Central                                   | Paresí-Waurá        | Yawalapiti             | Mato Grosso                                             |
| Lenguas arawak Se trata de la familia de lenguas amerindias con más lenguas en Sudamérica. | Central                                   | Paresí-Waurá        | Kustenaú (†)           | Mato Grosso                                             |
| Lenguas arawak Se trata de la familia de lenguas amerindias con más lenguas en Sudamérica. | Meridional                                | Piro-Apuriná        | Piro                   | Acre                                                    |
| Lenguas arawak Se trata de la familia de lenguas amerindias con más lenguas en Sudamérica. | Meridional                                | Piro-Apuriná        | Chontaquiro            | Acre                                                    |
| Lenguas arawak Se trata de la familia de lenguas amerindias con más lenguas en Sudamérica. | Meridional                                | Piro-Apuriná        | Apuriná                | Acre                                                    |
| Lenguas caribes Una familia de las principales familias de Sudamérica. Se ha conjeturado un parentesco lejano con las lenguas tupí y macro-ye. | Septentrional                             | Macushí-Kapón       | Pemón                  | Roraima                                                 |
| Lenguas caribes Una familia de las principales familias de Sudamérica. Se ha conjeturado un parentesco lejano con las lenguas tupí y macro-ye. | Septentrional                             | Macushí-Kapón       | Machushí               | Roraima                                                 |
| Lenguas caribes Una familia de las principales familias de Sudamérica. Se ha conjeturado un parentesco lejano con las lenguas tupí y macro-ye. | Septentrional                             | Macushí-Kapón       | Akawaio-Kapong         | Roraima                                                 |
| Lenguas caribes Una familia de las principales familias de Sudamérica. Se ha conjeturado un parentesco lejano con las lenguas tupí y macro-ye. | Septentrional                             | Waimiri             | Atruahí                |                                                         |
| Lenguas caribes Una familia de las principales familias de Sudamérica. Se ha conjeturado un parentesco lejano con las lenguas tupí y macro-ye. | Septentrional                             | Waiwai-Sikiana      | Salumá                 |                                                         |
| Lenguas caribes Una familia de las principales familias de Sudamérica. Se ha conjeturado un parentesco lejano con las lenguas tupí y macro-ye. | Septentrional                             | Waiwai-Sikiana      | Sikiana                |                                                         |
| Lenguas caribes Una familia de las principales familias de Sudamérica. Se ha conjeturado un parentesco lejano con las lenguas tupí y macro-ye. | Septentrional                             | Waiwai-Sikiana      | Waiwai                 |                                                         |
| Lenguas caribes Una familia de las principales familias de Sudamérica. Se ha conjeturado un parentesco lejano con las lenguas tupí y macro-ye. | Septentrional                             | Wayana-Trió         | Apalaí                 | Pará                                                    |
| Lenguas caribes Una familia de las principales familias de Sudamérica. Se ha conjeturado un parentesco lejano con las lenguas tupí y macro-ye. | Septentrional                             | Wayana-Trió         | Tiriyó                 |                                                         |
| Lenguas caribes Una familia de las principales familias de Sudamérica. Se ha conjeturado un parentesco lejano con las lenguas tupí y macro-ye. | Septentrional                             | Brasil N.           | Arára                  |                                                         |
| Lenguas caribes Una familia de las principales familias de Sudamérica. Se ha conjeturado un parentesco lejano con las lenguas tupí y macro-ye. | Septentrional                             | Brasil N.           | Ikpeng                 |                                                         |
| Lenguas caribes Una familia de las principales familias de Sudamérica. Se ha conjeturado un parentesco lejano con las lenguas tupí y macro-ye. | Meridional                                | Guayana S.          | Hixkaryana             |                                                         |
| Lenguas caribes Una familia de las principales familias de Sudamérica. Se ha conjeturado un parentesco lejano con las lenguas tupí y macro-ye. | Meridional                                | Guayana S.          | Kaxuîna                |                                                         |
| Lenguas caribes Una familia de las principales familias de Sudamérica. Se ha conjeturado un parentesco lejano con las lenguas tupí y macro-ye. | Meridional                                | Xingú               | Bakairí                | Mato Grosso                                             |
| Lenguas caribes Una familia de las principales familias de Sudamérica. Se ha conjeturado un parentesco lejano con las lenguas tupí y macro-ye. | Meridional                                | Xingú               | Kuikoro-Kalapalo       |                                                         |
| Lenguas caribes Una familia de las principales familias de Sudamérica. Se ha conjeturado un parentesco lejano con las lenguas tupí y macro-ye. | Meridional                                | Xingú               | Matipuhy               |                                                         |
| Lenguas catuquinas Una pequeña familia de formada por tres lenguas íntegramene habladas en Brasil. | Katawixí                                  | Katawixí            | Katawixí               |                                                         |
| Lenguas catuquinas Una pequeña familia de formada por tres lenguas íntegramene habladas en Brasil. | Kanamarí                                  | Kanamarí            | Kanamarí               |                                                         |
| Lenguas catuquinas Una pequeña familia de formada por tres lenguas íntegramene habladas en Brasil. | Kanamarí                                  | Kanamarí            | Katukina               |                                                         |
| Lenguas chapacura-wañam Una pequeña familia de lenguas habladas en E. de Brasil y N. de Bolivia. | Guaporé                                   | Guaporé             | Kabixí (Cabishí)       |                                                         |
| Lenguas chapacura-wañam Una pequeña familia de lenguas habladas en E. de Brasil y N. de Bolivia. | Madeira                                   | Madeira             | Oro Win                | Rondônia                                                |
| Lenguas chapacura-wañam Una pequeña familia de lenguas habladas en E. de Brasil y N. de Bolivia. | Madeira                                   | Madeira             | Wari                   | Rondônia                                                |
| Lenguas chapacura-wañam Una pequeña familia de lenguas habladas en E. de Brasil y N. de Bolivia. | Madeira                                   | Madeira             | Urupá                  | Rondônia                                                |
| Lenguas chapacura-wañam Una pequeña familia de lenguas habladas en E. de Brasil y N. de Bolivia. | Madeira                                   | Madeira             | Torá, Toraz            | Amazonas                                                |
| Lenguas macro-yê Una familia de lenguas altamente diversificada, con una rama importante (lengus yê) y un número de lenguas menos documentadas aparentemente relacionadas (existen dudas sobre la viabilidad como grupo filogenético). Algunos autores ven conexiones entre el núcleo de esta familia y las lenguas tupíes y caribes. | Yê                                        | Yê                  | Akroá (†)              |                                                         |
| Lenguas macro-yê Una familia de lenguas altamente diversificada, con una rama importante (lengus yê) y un número de lenguas menos documentadas aparentemente relacionadas (existen dudas sobre la viabilidad como grupo filogenético). Algunos autores ven conexiones entre el núcleo de esta familia y las lenguas tupíes y caribes. | Yê                                        | Yê                  | Apinajé                |                                                         |
| Lenguas macro-yê Una familia de lenguas altamente diversificada, con una rama importante (lengus yê) y un número de lenguas menos documentadas aparentemente relacionadas (existen dudas sobre la viabilidad como grupo filogenético). Algunos autores ven conexiones entre el núcleo de esta familia y las lenguas tupíes y caribes. | Yê                                        | Yê                  | Jaiko (†)              |                                                         |
| Lenguas macro-yê Una familia de lenguas altamente diversificada, con una rama importante (lengus yê) y un número de lenguas menos documentadas aparentemente relacionadas (existen dudas sobre la viabilidad como grupo filogenético). Algunos autores ven conexiones entre el núcleo de esta familia y las lenguas tupíes y caribes. | Yê                                        | Yê                  | Mẽbêngôkre (Kayapó)    |                                                         |
| Lenguas macro-yê Una familia de lenguas altamente diversificada, con una rama importante (lengus yê) y un número de lenguas menos documentadas aparentemente relacionadas (existen dudas sobre la viabilidad como grupo filogenético). Algunos autores ven conexiones entre el núcleo de esta familia y las lenguas tupíes y caribes. | Yê                                        | Yê                  | Panará                 |                                                         |
| Lenguas macro-yê Una familia de lenguas altamente diversificada, con una rama importante (lengus yê) y un número de lenguas menos documentadas aparentemente relacionadas (existen dudas sobre la viabilidad como grupo filogenético). Algunos autores ven conexiones entre el núcleo de esta familia y las lenguas tupíes y caribes. | Yê                                        | Yê                  | Suyá                   |                                                         |
| Lenguas macro-yê Una familia de lenguas altamente diversificada, con una rama importante (lengus yê) y un número de lenguas menos documentadas aparentemente relacionadas (existen dudas sobre la viabilidad como grupo filogenético). Algunos autores ven conexiones entre el núcleo de esta familia y las lenguas tupíes y caribes. | Yê                                        | Yê                  | Timbíra                |                                                         |
| Lenguas macro-yê Una familia de lenguas altamente diversificada, con una rama importante (lengus yê) y un número de lenguas menos documentadas aparentemente relacionadas (existen dudas sobre la viabilidad como grupo filogenético). Algunos autores ven conexiones entre el núcleo de esta familia y las lenguas tupíes y caribes. | Yê                                        | Yê                  | Xavante                |                                                         |
| Lenguas macro-yê Una familia de lenguas altamente diversificada, con una rama importante (lengus yê) y un número de lenguas menos documentadas aparentemente relacionadas (existen dudas sobre la viabilidad como grupo filogenético). Algunos autores ven conexiones entre el núcleo de esta familia y las lenguas tupíes y caribes. | Yê                                        | Yê                  | Xakriabá               |                                                         |
| Lenguas macro-yê Una familia de lenguas altamente diversificada, con una rama importante (lengus yê) y un número de lenguas menos documentadas aparentemente relacionadas (existen dudas sobre la viabilidad como grupo filogenético). Algunos autores ven conexiones entre el núcleo de esta familia y las lenguas tupíes y caribes. | Yê                                        | Yê                  | Xerente                |                                                         |
| Lenguas macro-yê Una familia de lenguas altamente diversificada, con una rama importante (lengus yê) y un número de lenguas menos documentadas aparentemente relacionadas (existen dudas sobre la viabilidad como grupo filogenético). Algunos autores ven conexiones entre el núcleo de esta familia y las lenguas tupíes y caribes. | Kamakã                                    | Kamakã              | Kamakã (†)             | Bahia                                                   |
| Lenguas macro-yê Una familia de lenguas altamente diversificada, con una rama importante (lengus yê) y un número de lenguas menos documentadas aparentemente relacionadas (existen dudas sobre la viabilidad como grupo filogenético). Algunos autores ven conexiones entre el núcleo de esta familia y las lenguas tupíes y caribes. | Kamakã                                    | Kamakã              | Mongoyó (†)            | Bahia                                                   |
| Lenguas macro-yê Una familia de lenguas altamente diversificada, con una rama importante (lengus yê) y un número de lenguas menos documentadas aparentemente relacionadas (existen dudas sobre la viabilidad como grupo filogenético). Algunos autores ven conexiones entre el núcleo de esta familia y las lenguas tupíes y caribes. | Kamakã                                    | Kamakã              | Menién (†)             | Bahia                                                   |
| Lenguas macro-yê Una familia de lenguas altamente diversificada, con una rama importante (lengus yê) y un número de lenguas menos documentadas aparentemente relacionadas (existen dudas sobre la viabilidad como grupo filogenético). Algunos autores ven conexiones entre el núcleo de esta familia y las lenguas tupíes y caribes. | Kamakã                                    | Kamakã              | Kotoxó (†)             | Bahia                                                   |
| Lenguas macro-yê Una familia de lenguas altamente diversificada, con una rama importante (lengus yê) y un número de lenguas menos documentadas aparentemente relacionadas (existen dudas sobre la viabilidad como grupo filogenético). Algunos autores ven conexiones entre el núcleo de esta familia y las lenguas tupíes y caribes. | Kamakã                                    | Kamakã              | Masakará (†)           | Bahia                                                   |
| Lenguas macro-yê Una familia de lenguas altamente diversificada, con una rama importante (lengus yê) y un número de lenguas menos documentadas aparentemente relacionadas (existen dudas sobre la viabilidad como grupo filogenético). Algunos autores ven conexiones entre el núcleo de esta familia y las lenguas tupíes y caribes. | Maxakalí                                  | Maxakalí            | Maxakalí               | Minas Gerais                                            |
| Lenguas macro-yê Una familia de lenguas altamente diversificada, con una rama importante (lengus yê) y un número de lenguas menos documentadas aparentemente relacionadas (existen dudas sobre la viabilidad como grupo filogenético). Algunos autores ven conexiones entre el núcleo de esta familia y las lenguas tupíes y caribes. | Maxakalí                                  | Maxakalí            | Kapoxó (†)             | Minas Gerais                                            |
| Lenguas macro-yê Una familia de lenguas altamente diversificada, con una rama importante (lengus yê) y un número de lenguas menos documentadas aparentemente relacionadas (existen dudas sobre la viabilidad como grupo filogenético). Algunos autores ven conexiones entre el núcleo de esta familia y las lenguas tupíes y caribes. | Maxakalí                                  | Maxakalí            | Monoxó (†)             | Minas Gerais                                            |
| Lenguas macro-yê Una familia de lenguas altamente diversificada, con una rama importante (lengus yê) y un número de lenguas menos documentadas aparentemente relacionadas (existen dudas sobre la viabilidad como grupo filogenético). Algunos autores ven conexiones entre el núcleo de esta familia y las lenguas tupíes y caribes. | Maxakalí                                  | Maxakalí            | Makoní (†)             | Minas Gerais                                            |
| Lenguas macro-yê Una familia de lenguas altamente diversificada, con una rama importante (lengus yê) y un número de lenguas menos documentadas aparentemente relacionadas (existen dudas sobre la viabilidad como grupo filogenético). Algunos autores ven conexiones entre el núcleo de esta familia y las lenguas tupíes y caribes. | Maxakalí                                  | Maxakalí            | Malalí (†)             | Bahia                                                   |
| Lenguas macro-yê Una familia de lenguas altamente diversificada, con una rama importante (lengus yê) y un número de lenguas menos documentadas aparentemente relacionadas (existen dudas sobre la viabilidad como grupo filogenético). Algunos autores ven conexiones entre el núcleo de esta familia y las lenguas tupíes y caribes. | Maxakalí                                  | Maxakalí            | Pataxó-Hãhãhãe (†)     | Bahia                                                   |
| Lenguas macro-yê Una familia de lenguas altamente diversificada, con una rama importante (lengus yê) y un número de lenguas menos documentadas aparentemente relacionadas (existen dudas sobre la viabilidad como grupo filogenético). Algunos autores ven conexiones entre el núcleo de esta familia y las lenguas tupíes y caribes. | Purí                                      | Purí                | Purí (†)               | Espírito Santo, Río de Janeiro, São Paulo, Minas Gerais |
| Lenguas macro-yê Una familia de lenguas altamente diversificada, con una rama importante (lengus yê) y un número de lenguas menos documentadas aparentemente relacionadas (existen dudas sobre la viabilidad como grupo filogenético). Algunos autores ven conexiones entre el núcleo de esta familia y las lenguas tupíes y caribes. | Purí                                      | Purí                | Coroado (†)            | Espírito Santo                                          |
| Lenguas macro-yê Una familia de lenguas altamente diversificada, con una rama importante (lengus yê) y un número de lenguas menos documentadas aparentemente relacionadas (existen dudas sobre la viabilidad como grupo filogenético). Algunos autores ven conexiones entre el núcleo de esta familia y las lenguas tupíes y caribes. | Purí                                      | Purí                | Coropó (†)             | Espírito Santo                                          |
| Lenguas macro-yê Una familia de lenguas altamente diversificada, con una rama importante (lengus yê) y un número de lenguas menos documentadas aparentemente relacionadas (existen dudas sobre la viabilidad como grupo filogenético). Algunos autores ven conexiones entre el núcleo de esta familia y las lenguas tupíes y caribes. | Karirí                                    | Karirí              | Kipeá,Karirí (†)       |                                                         |
| Lenguas macro-yê Una familia de lenguas altamente diversificada, con una rama importante (lengus yê) y un número de lenguas menos documentadas aparentemente relacionadas (existen dudas sobre la viabilidad como grupo filogenético). Algunos autores ven conexiones entre el núcleo de esta familia y las lenguas tupíes y caribes. | Karirí                                    | Karirí              | Kamurú (†)             |                                                         |
| Lenguas macro-yê Una familia de lenguas altamente diversificada, con una rama importante (lengus yê) y un número de lenguas menos documentadas aparentemente relacionadas (existen dudas sobre la viabilidad como grupo filogenético). Algunos autores ven conexiones entre el núcleo de esta familia y las lenguas tupíes y caribes. | Karirí                                    | Karirí              | Dzubukuá (†)           |                                                         |
| Lenguas macro-yê Una familia de lenguas altamente diversificada, con una rama importante (lengus yê) y un número de lenguas menos documentadas aparentemente relacionadas (existen dudas sobre la viabilidad como grupo filogenético). Algunos autores ven conexiones entre el núcleo de esta familia y las lenguas tupíes y caribes. | Karirí                                    | Karirí              | Sabuyá (†)             |                                                         |
| Lenguas macro-yê Una familia de lenguas altamente diversificada, con una rama importante (lengus yê) y un número de lenguas menos documentadas aparentemente relacionadas (existen dudas sobre la viabilidad como grupo filogenético). Algunos autores ven conexiones entre el núcleo de esta familia y las lenguas tupíes y caribes. | Borôro                                    | Borôro              | Borôro oriental        | Mato Grosso do Sur                                      |
| Lenguas macro-yê Una familia de lenguas altamente diversificada, con una rama importante (lengus yê) y un número de lenguas menos documentadas aparentemente relacionadas (existen dudas sobre la viabilidad como grupo filogenético). Algunos autores ven conexiones entre el núcleo de esta familia y las lenguas tupíes y caribes. | Borôro                                    | Borôro              | Borôro occidental (†)  | Mato Grosso                                             |
| Lenguas macro-yê Una familia de lenguas altamente diversificada, con una rama importante (lengus yê) y un número de lenguas menos documentadas aparentemente relacionadas (existen dudas sobre la viabilidad como grupo filogenético). Algunos autores ven conexiones entre el núcleo de esta familia y las lenguas tupíes y caribes. | Borôro                                    | Borôro              | Umotína (†)            | Mato Grosso                                             |
| Lenguas macro-yê Una familia de lenguas altamente diversificada, con una rama importante (lengus yê) y un número de lenguas menos documentadas aparentemente relacionadas (existen dudas sobre la viabilidad como grupo filogenético). Algunos autores ven conexiones entre el núcleo de esta familia y las lenguas tupíes y caribes. | Yabutí                                    | Yabutí              | Arikapú                | Rondônia                                                |
| Lenguas macro-yê Una familia de lenguas altamente diversificada, con una rama importante (lengus yê) y un número de lenguas menos documentadas aparentemente relacionadas (existen dudas sobre la viabilidad como grupo filogenético). Algunos autores ven conexiones entre el núcleo de esta familia y las lenguas tupíes y caribes. | Yabutí                                    | Yabutí              | Jabutí (Djeoromitxi)   | Rondônia                                                |
| Lenguas macro-yê Una familia de lenguas altamente diversificada, con una rama importante (lengus yê) y un número de lenguas menos documentadas aparentemente relacionadas (existen dudas sobre la viabilidad como grupo filogenético). Algunos autores ven conexiones entre el núcleo de esta familia y las lenguas tupíes y caribes. | Guató                                     | Guató               | Guató                  | Mato Grosso                                             |
| Lenguas macro-yê Una familia de lenguas altamente diversificada, con una rama importante (lengus yê) y un número de lenguas menos documentadas aparentemente relacionadas (existen dudas sobre la viabilidad como grupo filogenético). Algunos autores ven conexiones entre el núcleo de esta familia y las lenguas tupíes y caribes. | Rikbaktsá                                 | Rikbaktsá           | Rikbaktsá              | Mato Grosso                                             |
| Lenguas makú | Nadahup                                   | Nadahup             | Nadëb                  | Amazonas                                                |
| Lenguas makú | Nadahup                                   | Nadahup             | Dâw                    | Amazonas                                                |
| Lenguas makú | Nadahup                                   | Nadahup             | Yuhup                  | Amazonas                                                |
| Lenguas mataco-guaicurú | Guaykurú                                  | Guaykurú            | Caduveo (Kaduweu)      | Mato Grosso do Sul                                      |
| Lenguas mura-pirahã | Lenguas mura-pirahã                       | Lenguas mura-pirahã | Mura-Bohurá (†)        | Amazonas                                                |
| Lenguas mura-pirahã | Lenguas mura-pirahã                       | Lenguas mura-pirahã | Pirahã                 | Amazonas                                                |
| Lenguas mura-pirahã | Lenguas mura-pirahã                       | Lenguas mura-pirahã | Yahahí (†)             | Amazonas                                                |
| Lenguas nambicuaras | Septentrional                             | Septentrional       | Lakondê                |                                                         |
| Lenguas nambicuaras | Septentrional                             | Septentrional       | Latundê                |                                                         |
| Lenguas nambicuaras | Septentrional                             | Septentrional       | Mamaindê               |                                                         |
| Lenguas nambicuaras | Septentrional                             | Septentrional       | Nagarotê               |                                                         |
| Lenguas nambicuaras | Septentrional                             | Septentrional       | Tawandê                |                                                         |
| Lenguas nambicuaras | Meridional                                | Meridional          | N. de Campo            |                                                         |
| Lenguas nambicuaras | Meridional                                | Meridional          | Manduka                |                                                         |
| Lenguas nambicuaras | Meridional                                | Meridional          | Galera                 |                                                         |
| Lenguas nambicuaras | Meridional                                | Meridional          | N. del Guaporé         |                                                         |
| Lenguas nambicuaras | Sabanê                                    | Sabanê              | Sabanê                 |                                                         |
| Lenguas pano-tacanas Una de las familias con más lenguas diferentes en Perú. | Pano                                      | Yaminawa            | Cashinawa              | Acre                                                    |
| Lenguas pano-tacanas Una de las familias con más lenguas diferentes en Perú. | Pano                                      | Yaminawa            | Moronawa               | Acre                                                    |
| Lenguas pano-tacanas Una de las familias con más lenguas diferentes en Perú. | Pano                                      | Yaminawa            | Yaminawa               | Acre                                                    |
| Lenguas pano-tacanas Una de las familias con más lenguas diferentes en Perú. | Pano                                      | Yaminawa            | Yawanawa               | Acre                                                    |
| Lenguas pano-tacanas Una de las familias con más lenguas diferentes en Perú. | Pano                                      | Chacobo             | Camannawa              | Acre                                                    |
| Lenguas pano-tacanas Una de las familias con más lenguas diferentes en Perú. | Pano                                      | Capanawa            | Canamari (†)           | Rondônia                                                |
| Lenguas pano-tacanas Una de las familias con más lenguas diferentes en Perú. | Pano                                      | Capanawa            | Marubo                 | Amazonas                                                |
| Lenguas pano-tacanas Una de las familias con más lenguas diferentes en Perú. | Pano                                      | Capanawa            | Remo (†)               | Amazonas                                                |
| Lenguas pano-tacanas Una de las familias con más lenguas diferentes en Perú. | Pano                                      | Otras               | Culino (†)             | Acre                                                    |
| Lenguas pano-tacanas Una de las familias con más lenguas diferentes en Perú. | Pano                                      | Otras               | Karipuná (†)           | Acre                                                    |
| Lenguas pano-tacanas Una de las familias con más lenguas diferentes en Perú. | Pano                                      | Otras               | Kaxawiri               | Acre                                                    |
| Lenguas pano-tacanas Una de las familias con más lenguas diferentes en Perú. | Pano                                      | Otras               | Matsés, Mayoruna       | Amazonas                                                |
| Lenguas pano-tacanas Una de las familias con más lenguas diferentes en Perú. | Pano                                      | Otras               | Nokamán (†)            | Acre                                                    |
| Lenguas pano-tacanas Una de las familias con más lenguas diferentes en Perú. | Pano                                      | Otras               | Nocamán (†)            | Acre                                                    |
| Lenguas pano-tacanas Una de las familias con más lenguas diferentes en Perú. | Pano                                      | Otras               | Poyanawa (†)           | Acre                                                    |
| Lenguas pano-tacanas Una de las familias con más lenguas diferentes en Perú. | Pano                                      | Otras               | Tutxinawa (†)          | Acre                                                    |
| Lenguas tucanas Esta familia está formada por gran número de lenguas localizadas en el sur de Colombia y en parte Brasil. | Central                                   | Central             | Cubeo                  | Amazonas                                                |
| Lenguas tucanas Esta familia está formada por gran número de lenguas localizadas en el sur de Colombia y en parte Brasil. | Oriental                                  | Oriental            | Piratapuya             | Amazonas                                                |
| Lenguas tucanas Esta familia está formada por gran número de lenguas localizadas en el sur de Colombia y en parte Brasil. | Oriental                                  | Oriental            | Tukano                 | Amazonas                                                |
| Lenguas tucanas Esta familia está formada por gran número de lenguas localizadas en el sur de Colombia y en parte Brasil. | Oriental                                  | Oriental            | Tuyuca                 | Amazonas                                                |
| Lenguas tucanas Esta familia está formada por gran número de lenguas localizadas en el sur de Colombia y en parte Brasil. | Oriental                                  | Oriental            | Guanano                | Amazonas                                                |
| Lenguas tupí Se trata de la familia de lenguas amerindias con más lenguas en Sudamérica, especialmente en Brasil. | Arikem                                    | Arikem              | Arikem                 | Rondônia                                                |
| Lenguas tupí Se trata de la familia de lenguas amerindias con más lenguas en Sudamérica, especialmente en Brasil. | Arikem                                    | Arikem              | Karitiâna              | Rondônia                                                |
| Lenguas tupí Se trata de la familia de lenguas amerindias con más lenguas en Sudamérica, especialmente en Brasil. | Awetí                                     | Awetí               | Awetí (awetö)          | Mato Grosso                                             |
| Lenguas tupí Se trata de la familia de lenguas amerindias con más lenguas en Sudamérica, especialmente en Brasil. | Mawé                                      | Mawé                | Mawé-Sateré            | Pará, Amazonas                                          |
| Lenguas tupí Se trata de la familia de lenguas amerindias con más lenguas en Sudamérica, especialmente en Brasil. | Mondé                                     | Mondé               | Aruá, Aruáshi          | Rondônia                                                |
| Lenguas tupí Se trata de la familia de lenguas amerindias con más lenguas en Sudamérica, especialmente en Brasil. | Mondé                                     | Mondé               | Cinta larga            | Mato Grosso                                             |
| Lenguas tupí Se trata de la familia de lenguas amerindias con más lenguas en Sudamérica, especialmente en Brasil. | Mondé                                     | Mondé               | Gavião do Jiparaná     | Rondônia                                                |
| Lenguas tupí Se trata de la familia de lenguas amerindias con más lenguas en Sudamérica, especialmente en Brasil. | Mondé                                     | Mondé               | Kanoé (†)              | Rondônia                                                |
| Lenguas tupí Se trata de la familia de lenguas amerindias con más lenguas en Sudamérica, especialmente en Brasil. | Mondé                                     | Mondé               | Mondé                  | Rondônia                                                |
| Lenguas tupí Se trata de la familia de lenguas amerindias con más lenguas en Sudamérica, especialmente en Brasil. | Mondé                                     | Mondé               | Suruí                  | Mato Grosso, Rondônia                                   |
| Lenguas tupí Se trata de la familia de lenguas amerindias con más lenguas en Sudamérica, especialmente en Brasil. | Mundurukú                                 | Mundurukú           | Kuruáya                | Pará                                                    |
| Lenguas tupí Se trata de la familia de lenguas amerindias con más lenguas en Sudamérica, especialmente en Brasil. | Mundurukú                                 | Mundurukú           | Mundurukú              | Amazonas, Pará                                          |
| Lenguas tupí Se trata de la familia de lenguas amerindias con más lenguas en Sudamérica, especialmente en Brasil. | Puruborá                                  | Puruborá            | Puruborá               | Rondônia                                                |
| Lenguas tupí Se trata de la familia de lenguas amerindias con más lenguas en Sudamérica, especialmente en Brasil. | Ramárama                                  | Ramárama            | Arara, Karo            | Rondônia                                                |
| Lenguas tupí Se trata de la familia de lenguas amerindias con más lenguas en Sudamérica, especialmente en Brasil. | Ramárama                                  | Ramárama            | Ramaráma (†)           | Rondônia                                                |
| Lenguas tupí Se trata de la familia de lenguas amerindias con más lenguas en Sudamérica, especialmente en Brasil. | Ramárama                                  | Ramárama            | Ntogapíd (†)           | Rondônia                                                |
| Lenguas tupí Se trata de la familia de lenguas amerindias con más lenguas en Sudamérica, especialmente en Brasil. | Ramárama                                  | Ramárama            | Urumí (†)              | Rondônia                                                |
| Lenguas tupí Se trata de la familia de lenguas amerindias con más lenguas en Sudamérica, especialmente en Brasil. | Ramárama                                  | Ramárama            | Urukú (†)              | Rondônia                                                |
| Lenguas tupí Se trata de la familia de lenguas amerindias con más lenguas en Sudamérica, especialmente en Brasil. | Tuparí                                    | Tuparí              | Kepkiriwát (†)         | Rondônia                                                |
| Lenguas tupí Se trata de la familia de lenguas amerindias con más lenguas en Sudamérica, especialmente en Brasil. | Tuparí                                    | Tuparí              | Makuráp                | Rondônia                                                |
| Lenguas tupí Se trata de la familia de lenguas amerindias con más lenguas en Sudamérica, especialmente en Brasil. | Tuparí                                    | Tuparí              | Sakirabiá              | Rondônia                                                |
| Lenguas tupí Se trata de la familia de lenguas amerindias con más lenguas en Sudamérica, especialmente en Brasil. | Tuparí                                    | Tuparí              | Tuparí                 | Rondônia                                                |
| Lenguas tupí Se trata de la familia de lenguas amerindias con más lenguas en Sudamérica, especialmente en Brasil. | Tuparí                                    | Tuparí              | Wayoró                 | Rondônia                                                |
| Lenguas tupí Se trata de la familia de lenguas amerindias con más lenguas en Sudamérica, especialmente en Brasil. | Yuruna (Juruná)                           | Yuruna (Juruná)     | Jurúna                 | Mato Grosso                                             |
| Lenguas tupí Se trata de la familia de lenguas amerindias con más lenguas en Sudamérica, especialmente en Brasil. | Yuruna (Juruná)                           | Yuruna (Juruná)     | Maritsauá (†)          | Parque Xingú, Mato Grosso                               |
| Lenguas tupí Se trata de la familia de lenguas amerindias con más lenguas en Sudamérica, especialmente en Brasil. | Yuruna (Juruná)                           | Yuruna (Juruná)     | Xipaya                 | Parque Xingú, Mato Grosso                               |
| Lenguas tupí Se trata de la familia de lenguas amerindias con más lenguas en Sudamérica, especialmente en Brasil. | tupí-guaraní                              | subgrupo I          | Guaraní                |                                                         |
| Lenguas tupí Se trata de la familia de lenguas amerindias con más lenguas en Sudamérica, especialmente en Brasil. | tupí-guaraní                              | subgrupo I          | Kaiwá                  |                                                         |
| Lenguas tupí Se trata de la familia de lenguas amerindias con más lenguas en Sudamérica, especialmente en Brasil. | tupí-guaraní                              | subgrupo I          | Mbyá                   |                                                         |
| Lenguas tupí Se trata de la familia de lenguas amerindias con más lenguas en Sudamérica, especialmente en Brasil. | tupí-guaraní                              | subgrupo I          | Nhadéva (Chiripá)      |                                                         |
| Lenguas tupí Se trata de la familia de lenguas amerindias con más lenguas en Sudamérica, especialmente en Brasil. | tupí-guaraní                              | subgrupo I          | Guaraní misionero (†)  | Misiones Orientales                                     |
| Lenguas tupí Se trata de la familia de lenguas amerindias con más lenguas en Sudamérica, especialmente en Brasil. | tupí-guaraní                              | subgrupo I          | Xetá (†)               | Paraná                                                  |
| Lenguas tupí Se trata de la familia de lenguas amerindias con más lenguas en Sudamérica, especialmente en Brasil. | tupí-guaraní                              | subgrupo III        | Cocama-cocamilla       | Amazonas                                                |
| Lenguas tupí Se trata de la familia de lenguas amerindias con más lenguas en Sudamérica, especialmente en Brasil. | tupí-guaraní                              | subgrupo III        | Omagua                 | Amazonas                                                |
| Lenguas tupí Se trata de la familia de lenguas amerindias con más lenguas en Sudamérica, especialmente en Brasil. | tupí-guaraní                              | subgrupo III        | Potiguára (†)          | Paraíba                                                 |
| Lenguas tupí Se trata de la familia de lenguas amerindias con más lenguas en Sudamérica, especialmente en Brasil. | tupí-guaraní                              | subgrupo III        | Tupinikim (†)          | Espírito Santo, Bahia                                   |
| Lenguas tupí Se trata de la familia de lenguas amerindias con más lenguas en Sudamérica, especialmente en Brasil. | tupí-guaraní                              | subgrupo III        | Tupinambá (†)          | Costa atlántica                                         |
| Lenguas tupí Se trata de la familia de lenguas amerindias con más lenguas en Sudamérica, especialmente en Brasil. | tupí-guaraní                              | subgrupo III        | Tupí (†)               | São Paulo                                               |
| Lenguas tupí Se trata de la familia de lenguas amerindias con más lenguas en Sudamérica, especialmente en Brasil. | tupí-guaraní                              | subgrupo III        | Ñe'engatú              | Amazonas                                                |
| Lenguas tupí Se trata de la familia de lenguas amerindias con más lenguas en Sudamérica, especialmente en Brasil. | tupí-guaraní                              | subgrupo IV         | Asuriní                | Pará                                                    |
| Lenguas tupí Se trata de la familia de lenguas amerindias con más lenguas en Sudamérica, especialmente en Brasil. | tupí-guaraní                              | subgrupo IV         | Avá-canoeiro           | Goias                                                   |
| Lenguas tupí Se trata de la familia de lenguas amerindias con más lenguas en Sudamérica, especialmente en Brasil. | tupí-guaraní                              | subgrupo IV         | Guajajára              | Maranhão                                                |
| Lenguas tupí Se trata de la familia de lenguas amerindias con más lenguas en Sudamérica, especialmente en Brasil. | tupí-guaraní                              | subgrupo IV         | Suruí do Pará          | Pará                                                    |
| Lenguas tupí Se trata de la familia de lenguas amerindias con más lenguas en Sudamérica, especialmente en Brasil. | tupí-guaraní                              | subgrupo IV         | Parakanã               | Pará                                                    |
| Lenguas tupí Se trata de la familia de lenguas amerindias con más lenguas en Sudamérica, especialmente en Brasil. | tupí-guaraní                              | subgrupo IV         | Tapirapé               | Mato Grosso                                             |
| Lenguas tupí Se trata de la familia de lenguas amerindias con más lenguas en Sudamérica, especialmente en Brasil. | tupí-guaraní                              | subgrupo IV         | Tembé                  | Maranhão                                                |
| Lenguas tupí Se trata de la familia de lenguas amerindias con más lenguas en Sudamérica, especialmente en Brasil. | tupí-guaraní                              | subgrupo V          | Asuriní xingú          | Pará                                                    |
| Lenguas tupí Se trata de la familia de lenguas amerindias con más lenguas en Sudamérica, especialmente en Brasil. | tupí-guaraní                              | subgrupo V          | Araweté                | Amazonas                                                |
| Lenguas tupí Se trata de la familia de lenguas amerindias con más lenguas en Sudamérica, especialmente en Brasil. | tupí-guaraní                              | subgrupo V          | Kayabí                 | Mato Grosso, Pará                                       |
| Lenguas tupí Se trata de la familia de lenguas amerindias con más lenguas en Sudamérica, especialmente en Brasil. | tupí-guaraní                              | subgrupo VI         | Amundava               | Rondônia                                                |
| Lenguas tupí Se trata de la familia de lenguas amerindias con más lenguas en Sudamérica, especialmente en Brasil. | tupí-guaraní                              | subgrupo VI         | Apiacá                 | Mato Grosso                                             |
| Lenguas tupí Se trata de la familia de lenguas amerindias con más lenguas en Sudamérica, especialmente en Brasil. | tupí-guaraní                              | subgrupo VI         | Júma (†)               | Amazonas                                                |
| Lenguas tupí Se trata de la familia de lenguas amerindias con más lenguas en Sudamérica, especialmente en Brasil. | tupí-guaraní                              | subgrupo VI         | Karipúna (†)           | Amapá                                                   |
| Lenguas tupí Se trata de la familia de lenguas amerindias con más lenguas en Sudamérica, especialmente en Brasil. | tupí-guaraní                              | subgrupo VI         | Karipuná (†)           | Rondônia, Acre                                          |
| Lenguas tupí Se trata de la familia de lenguas amerindias con más lenguas en Sudamérica, especialmente en Brasil. | tupí-guaraní                              | subgrupo VI         | Paranawát (†)          | Rondônia                                                |
| Lenguas tupí Se trata de la familia de lenguas amerindias con más lenguas en Sudamérica, especialmente en Brasil. | tupí-guaraní                              | subgrupo VI         | Tenharim               | Amazonas y Rondônia                                     |
| Lenguas tupí Se trata de la familia de lenguas amerindias con más lenguas en Sudamérica, especialmente en Brasil. | tupí-guaraní                              | subgrupo VI         | Tukumanféd (†)         | Rondônia                                                |
| Lenguas tupí Se trata de la familia de lenguas amerindias con más lenguas en Sudamérica, especialmente en Brasil. | tupí-guaraní                              | subgrupo VI         | Uru-ew-wau-wau         | Rondônia                                                |
| Lenguas tupí Se trata de la familia de lenguas amerindias con más lenguas en Sudamérica, especialmente en Brasil. | tupí-guaraní                              | subgrupo VI         | Wiraféd (†)            | Rondônia                                                |
| Lenguas tupí Se trata de la familia de lenguas amerindias con más lenguas en Sudamérica, especialmente en Brasil. | tupí-guaraní                              | subgrupo VI         | Morerebi               | Amazonas                                                |
| Lenguas tupí Se trata de la familia de lenguas amerindias con más lenguas en Sudamérica, especialmente en Brasil. | tupí-guaraní                              | subgrupo VII        | Kamayurá               | Mato Grosso                                             |
| Lenguas tupí Se trata de la familia de lenguas amerindias con más lenguas en Sudamérica, especialmente en Brasil. | tupí-guaraní                              | subgrupo VIII       | Anambé (†)             | Pará                                                    |
| Lenguas tupí Se trata de la familia de lenguas amerindias con más lenguas en Sudamérica, especialmente en Brasil. | tupí-guaraní                              | subgrupo VIII       | Amanayé (†)            | Pará                                                    |
| Lenguas tupí Se trata de la familia de lenguas amerindias con más lenguas en Sudamérica, especialmente en Brasil. | tupí-guaraní                              | subgrupo VIII       | Emerillon              |                                                         |
| Lenguas tupí Se trata de la familia de lenguas amerindias con más lenguas en Sudamérica, especialmente en Brasil. | tupí-guaraní                              | subgrupo VIII       | Guajá                  | Maranhão, Pará                                          |
| Lenguas tupí Se trata de la familia de lenguas amerindias con más lenguas en Sudamérica, especialmente en Brasil. | tupí-guaraní                              | subgrupo VIII       | Wayampi                |                                                         |
| Lenguas tupí Se trata de la familia de lenguas amerindias con más lenguas en Sudamérica, especialmente en Brasil. | tupí-guaraní                              | subgrupo VIII       | Zo'é                   | Pará                                                    |
| Lenguas tupí Se trata de la familia de lenguas amerindias con más lenguas en Sudamérica, especialmente en Brasil. | tupí-guaraní                              | subgrupo VIII       | Turiwára (†)           | Pará                                                    |
| Lenguas tupí Se trata de la familia de lenguas amerindias con más lenguas en Sudamérica, especialmente en Brasil. | tupí-guaraní                              | subgrupo VIII       | Urubú-kaapor           | Maranhão                                                |
| Lenguas tupí Se trata de la familia de lenguas amerindias con más lenguas en Sudamérica, especialmente en Brasil. | tupí-guaraní                              | Otros               | Aurá (†)               | Maranhão                                                |
| Lenguas yanomami Una pequeña familia de lenguas habladas en Venezuela y Brasil. | Yanam                                     | Yanam               | Yanam-Ninam            | Roraima                                                 |
| Lenguas yanomami Una pequeña familia de lenguas habladas en Venezuela y Brasil. | Tsanumá                                   | Tsanumá             | Sanumá                 | Roraima                                                 |
| Lenguas yanomami Una pequeña familia de lenguas habladas en Venezuela y Brasil. | Yanomam                                   | Yanomam             | Yanomámi               | Roraima                                                 |
| Lenguas yanomami Una pequeña familia de lenguas habladas en Venezuela y Brasil. | Yanomam                                   | Yanomam             | Yanomamö               | Roraima                                                 |
| Lenguas aisladas Se ha intentado agrupar estas lenguas en familias más amplias, aunque sin éxito. |                                           |                     |                        |                                                         |
| Aikanã | Rondônia                                  |                     |                        |                                                         |
| Irantxe (Mynky) | Alto Jurena, Mato Grosso                  |                     |                        |                                                         |
| Kanoê (Kapixanã) | Rondônia                                  |                     |                        |                                                         |
| Kwazá (Koiá) | Rondônia                                  |                     |                        |                                                         |
| Sapé | Rondônia                                  |                     |                        |                                                         |
| Tikuna | Amazonas                                  |                     |                        |                                                         |
| Trumaí | Alto Xingú                                |                     |                        |                                                         |
| Tuxá (tushá) (†) | Bahia, Pernambuco                         |                     |                        |                                                         |
| Lenguas no clasificadas Además existe un conjunto de lenguas con documentación muy escasa y referencias a lenguas de pueblos extinguidos, que no han podido ser clasificadas. Ver por ejemplo Lenguas no clasificadas de Sudamérica.                                                                                                  |                                           |                     |                        |                                                         |
| Arára (†) | Rondônia                                  |                     |                        |                                                         |
| Atikum (Uamué) (†) | Pernambuco, Bahia                         |                     |                        |                                                         |
| Baenã (†) | Bahia                                     |                     |                        |                                                         |
| Gamella (Curinsi) (†) | Maranhão                                  |                     |                        |                                                         |
| Kambiwá (cambioá) (†) | Pernambuco                                |                     |                        |                                                         |
| Karahawyana | Amazonas                                  |                     |                        |                                                         |
| Katembrí (Mirandela) (†) | Bahia                                     |                     |                        |                                                         |
| Korubo (†) | Amazonas                                  |                     |                        |                                                         |
| Kukurá (Kokura) (†) | Mato Grosso                               |                     |                        |                                                         |
| Maku (†) | Roraima                                   |                     |                        |                                                         |
| Matanawí (†) |                                           |                     |                        |                                                         |
| Natú (†) | Bahia, Pernambuco                         |                     |                        |                                                         |
| Oti (Chavante) (†) | São Paulo                                 |                     |                        |                                                         |
| Pankararú (†) | Pernambuco, Alagoas                       |                     |                        |                                                         |
| Tarairiú (†) | Pernambuco, Paraíba, Rio Grande del Norte |                     |                        |                                                         |
| Taruma (†) | Pará                                      |                     |                        |                                                         |
| Tingui-boto (Carapató) (†) | Alagoas                                   |                     |                        |                                                         |
| Tremembé (†) | (Itarema) Ceará                           |                     |                        |                                                         |
| Truká (†) | Bahia, Pernambuco                         |                     |                        |                                                         |
| Xukurú (Xocó) (†) | Pernambuco                                |                     |                        |                                                         |
| Yurí (Carabayo) | río Caquetá                               |                     |                        |                                                         |

## Lenguas alóctonas

Municipios en los que el talian es cooficial en Río Grande del Sur.

Además del portugués de origen europeo, en Brasil existen otra lenguas alóctonas, traídas por grupos de inmigrantes al actual Brasil que se siguen usando ampliamente. El uso de estas lenguas tiene cierto prestigio y actualmente hay una creciente tendencia a cooficializar otras lenguas en los municipios poblados por inmigrantes (como las lenguas véneta, italiana, alemana, japonesa, árabe, polaca y ucraniana) o indígenas del país, a través de levantamiento del Inventario Nacional de la Diversidad Lingüística instituido por decreto por el expresidente Luiz Inácio Lula da Silva el 9 de diciembre de 2010, que analiza propuestas de revitalización de dichas lenguas en el país

### Talian y alemán brasileño
También los estados Santa Catarina y Río Grande del Sur poseen el véneto talian y algunas variantes del alemán brasileño como patrimonio lingüístico aprobado oficialmente en ambos estados; mientras que Espírito Santo tiene en vigor desde agosto de 2011 la Enmienda Constitucional 11/2009, que incluye en el artículo 182 de la Constitución Estatal la lengua pomerana y la alemana como patrimonios culturales de este estado.

### Idioma español
El idioma español en Brasil es hablado en las zonas fronterizas limítrofes con países hispanohablantes, sobre todo por algunos brasileños que están en contacto con personas de origen venezolano, colombiano, peruano, boliviano, paraguayo, argentino, uruguayo y ecuatoriano, la mayor parte de ellos dedicados al comercio. Hay 460 018 hablantes nativos de español en el país. La mayoría son inmigrantes de origen venezolano, con más de 250 000, españoles (125 150), bolivianos (50 240) y argentinos (42 202). En los estados de Río de Janeiro y São Paulo, el estudio y conocimiento del español es obligatorio por mandato constitucional. El número total de hablantes de la lengua española, incluyendo los que lo hablan como segunda lengua y los estudiantes, asciende a 6 676 000 personas.

## Lenguas en Brasil y su texto
1. ↑  «Languages of Brazil». Ethnologue. Consultado el 9 de junio de 2008.
2. ↑  Línguas Africanas
3. ↑  Línguas indígenas
4. ↑  "German" here meaning varied germanic dialects spoken in Germany and other countries, not standard German.
5. ↑  Línguas europeias
6. ↑  Políticas lingüísticas e a conservação da língua alemã no Brasil
7. ↑  «History – Brazilian Portuguese». Archivado desde el original el 9 de marzo de 2013. Consultado el 1 de mayo de 2014.
8. 1 2 3  Plurilinguismo no Brasil - Artículo publicado por la UNESCO sobre las lenguas brasileñas
9. ↑  No AM, alunos indígenas reivindicam livros didáticos na língua Hup
10. ↑  http://www.ibge.gov.br/home/presidencia/noticias/noticia_visualiza.php?id_noticia=2194&id_pagina=1 Censo 2010: população indígena é de 896,9 mil, tem 305 etnias e fala 274 idiomas
11. ↑  Presidente instituye inventario
12. ↑  «Decreto cria Inventário Nacional da Diversidade Linguística». Archivado desde el original el 17 de enero de 2012. Consultado el 15 de julio de 2012.
13. ↑  LEI Nº 14.951, de 11 de novembro de 2009
14. ↑  Rotary presenta acciones en la Cámara. FEIBEMO divulga cultura italiana
15. ↑  O povo pomerano no ES
16. ↑  Plenario aprueba en segunda vuelta la PEC de patrimonio
17. ↑  Emenda Constitucional na Íntegra
18. ↑  «ALEES - PEC que trata del patrimonio cultural que vuelve al Plenário». Archivado desde el original el 14 de diciembre de 2013. Consultado el 8 de diciembre de 2013.
19. ↑  https://www.acnur.org/noticias/briefing/2019/12/5dea767e4/acnur-celebra-la-decision-de-brasil-de-reconocer-a-miles-de-venezolanos.html
20. ↑  Datos del INE, 2016
21. ↑  oestrangeirodotorg.files.wordpress.com (2012)
22. ↑  Fernández Vítores, David. (2015): El español: una lengua viva. Informe 2015. Madrid: Instituto Cervantes, (págs. 8, 10 y 14) Archivado el 12 de enero de 2016 en Wayback Machine.).